# Pericallia albidior
Pericallia albidior là một loài bướm đêm thuộc phân họ Arctiinae, họ Erebidae.